# Катеринопільський район
Катеринопі́льський райо́н — колишня адміністративно-територіальна одиниця Черкаської області. Територія району охоплює 672 км² (3,2 % площі області). Районний центр — смт Катеринопіль.

## Загальні відомості
Район розташований на півдні області у лісостеповій зоні і межує з Тальнівським, Звенигородським, Шполянським районами та Кіровоградською областю.
У районі є два селища міського типу — Катеринопіль і Єрки, а також 29 сіл.
Природні багатства району — граніт, будівельний камінь, буре вугілля, пісок, глина. Поблизу села Новоселиці є поклади каолінових глин, що мають велике промислове значення. Найбільші річки району — Гнилий Тікич та Велика Вись.

## Історія
Район, як адміністративно-територіальна одиниця, сформовано в 1923 році і підпорядковано Уманській окрузі Київської губернії. За переписом 1926 року в районі проживало 45,3 тис. чоловік.
У 1962 році Катеринопільський район розформовано. У сучасних територіальних межах його відновлено в 1966 році.

## Пам'ятки природи та архітектури
Цей край наділений щедрою і неповторною природою. Унікальні її пам'ятки зберігаються в трьох заказниках: Кайтанівському ботанічному, Великовиськівському комплексному, Тікинькому ентомологічному. Унікальними є також три підземні джерела в Гринівському урочищі поблизу села Гуляйполе, які живлять Гнилий Тікич. До пам'яток садово-паркового мистецтва віднесено парк у селі Мокрій Калигірці, заснований у XVIII столітті.
Неперехідну цінність мають історичні споруди. Найбільш давньою з них є Свято-Дмитрівська однокупольна церква у селі Залізнячці, збудована у 1773 році. З 1885 року збереглася п'ятикупольна церква Іоанна Богослова у селі Суха Калигірка (в 1997 році реставрована за сприяння народного депутата України В. П. Гетьмана).

## Економіка
З часу утворення області Катеринопільщина є аграрним районом. Реорганізовані сільськогосподарські підприємства спеціалізуються на вирощуванні зернових і технічних культур. А промислові підприємства — на первинній переробці сільськогосподарської сировини та випуску з неї готової продукції. Найбільші промислові підприємства ТОВ «Катеринопільський елеватор», ТОВ «Сиророб», ВАТ «Катеринопільський РМЗ».

## Транспорт
Територію району перетинає Одеська залізниця із станціями Розсоховатка і Звенигородка.

## Соціальна сфера
Медичне обслуговування населення здійснює центральна районна лікарня, 3 дільничні лікарні, 3 лікарські амбулаторії, 24 фельдшерсько-акушерські пункти і 10 аптек.
Освіта району представлена Мокрокалигірським аграрним ліцеєм, економіко-математичним ліцеєм у смт Катеринополі та 25 загальноосвітніми школами.
Культурно-освітня робота ведеться у 26 будинках культури і клубах, 29 бібліотеках, музичній школі. До послуг любителів спорту — районний стадіон «Колос», а також 10 спортивних залів. Понад 300 дітей відвідують заняття в ДЮСШ.
Експозиції про минуле і сучасне Катеринопільщини розміщено у районному краєзнавчому музеї.

## Найбільші населені пункти
| №  | Населений пункт | Населення, осіб (2014) |
| -- | --------------- | ---------------------- |
| 1  | Катеринопіль    | 5 708                  |
| 2  | Єрки            | 4 980                  |
| 3  | Мокра Калигірка | 1 849                  |
| 4  | Ярошівка        | 1 561                  |
| 5  | Вікнине         | 892                    |
| 6  | Новоселиця      | 854                    |
| 7  | Розсохуватка    | 694                    |
| 8  | Гончариха       | 690                    |
| 9  | Петраківка      | 683                    |
| 10 | Пальчик         | 595                    |

## Персоналії
- Бурій Валерій Михайлович, член Національної спілки краєзнавців України та Національної спілки журналістів України.
- Пічкур Дмитро Степанович — український поет і публіцист.
- Микола Радзієвський — український композитор та диригент.
- В'ячеслав Чорновіл (смт Єрки) — літературний критик, публіцист, діяч українського руху опору.
- Володимир Щербина (село Кайтанівка) — Заслужений журналіст України.
- Вольф Ладежінський (1899—1975) — видатний американський економіст-реформатор

## Політика
25 травня 2014 року відбулися Президентські вибори України. У межах Катеринопільського району було створено 30 виборчих дільниць. Явка на виборах складала — 67,06 % (проголосували 13 417 із 20 008 виборців). Найбільшу кількість голосів отримав Петро Порошенко — 47,84 % (6 419 виборців); Юлія Тимошенко — 17,23 % (2 312 виборців), Олег Ляшко — 16,52 % (2 216 виборців), Анатолій Гриценко — 10,39 % (1 394 виборців). Решта кандидатів набрали меншу кількість голосів. Кількість недійсних або зіпсованих бюлетенів — 0,78 %.